# Balatonkiliti
Balatonkiliti (köznyelvben: Kiliti) Siófok déli, kertvárosi városrésze, melyet 1968-ban csatoltak a városhoz. A központtól az M7-es autópálya választja el – amelynek csomópontja is van Kiliti északi részén –, illetve lakott területén végighalad a 65-ös főút, mely a belvárossal (a 7-es főúttal) és délebbi szomszédaival is összeköti.
Belterületétől keletre húzódik a Sió, és ezen városrész déli részén (részben már a dél felől szomszédos Ságvár területén) helyezkedik el a Siófok-Kiliti repülőtér. A településtől délre fekvő területen ipari park is kiépülőben van. Siófok jelentős városrészének számít, sok siófoki lakhelyének ad otthont. Itt található meg a város egyik nagy bevásárlóközpont-együttese, illetve a Sió ezen szakaszán építették ki az új zsilipet.

## Neve
Egy 1082-ben keltezett latin oklevélben „Klety” néven szerepel, mely a latin Cletus személynév birtokos esetben álló Cleti alakjából származik. Egyházi adatok szerint Szent István által behívott veszprémi kanonoktól kapta a falu a nevét, még pedig Cletus (Anaklét) pápáról.
Az idő elteltével a helyiek addig formálták, alakították az idegen nevet, míg Kiliti lett belőle. A Tihanyi Apátság birtokait 1093-ban I. László megerősítette, ezen okmányon már „Clety” nevet olvashatunk. Az Árpád-ház korában „Clety" és a „Kelety" nevet is alkalmazta, majd az Anjou kori okmányokban már a „Kilyty" formátumot olvashatunk. Az Újkorban lett Kiliti, majd Somogykiliti, végül 1925-től pedig Balatonkiliti.

## Története

### Kiliti, Töreki és Jód
Az Árpád-kor idejétől egészen a török időkig a mai Kiliti területén három önálló község helyezkedett el: Kiliti, Jód, illetve Töreki. Szent László egy 1093-as oklevélben megerősítette a Tihanyi Apátság birtokait és jogosítványait, ahol olvasható a három település neve is:
" par. Ville Baluanus...villa Turuk /Töreki/...prope villam Keletha /Kelethi= Kiliti/...Keuresheg...villa Jod..." – Wenzel VI.67.
Egy 1211-es oklevélben Töreki "Tureg" néven, az 1229-es oklevélben Jódot pedig "Joad"-ként szerepel. Darnay Kajetán szerint Jódot valamikor jászok lakhatták, Somogy vármegyében Somogyjád helység, illetve a Kiliti melletti Jód-puszta a jász-telep emlékét őrzi.

### Középkor
Balatonkiliti 1055-től a tihanyi apátság birtokába tartozott, amit az 1093-as apátsági oklevél is megerősít. Ugyanebben az időszakban Kiliti egy részének földesura a Veszprémi Káptalan volt, de a területen birtokjoggal és adószedési joggal rendelkezett a Pannonhalmi Főapátság, valamint a fehérvári társas káptalan is. Ennek bizonyítéka egy 1260-ban kelt okirat, amely szerint Szent László egy halastavat és két halászházat adományozott a Pannonhalmi Főapátságnak.
A veszprémi káptalan 1348-as jegyzőkönyve arról tudósít, hogy a káptalan panaszt tett Kont Miklós nádornál a Somogy vármegyei nemesek 1348. június 24-én Somogyváron tartott gyűlésén. A panasz tárgya az volt, hogy birtokait folyamatosan zaklatják, ami jelentős károkat okozott számára Zamárdiban, Endréden, Lullán, Kapulon, Kőröshegyen és Keletyn. Feltételezhető, hogy a zaklatások hátterében az itt élő jobbágyok elégedetlensége állt. Az okleveles adatokból világosan kiderül, hogy a térségnek egyidejűleg több birtokosa is volt, így nem kizárt, hogy a jobbágyi szolgáltatásokat párhuzamosan több földesúr is megpróbálta beszedni.

### Török hódoltság
A környék lakóit súlyosan megviselte a közel másfél évszázadon át tartó török uralom. A jobbágyok terhei tovább növekedtek, mivel nemcsak korábbi földesuraik szedték be az adókat, hanem a törökök is kegyetlen módszerekkel hajtották be követeléseiket. Az ország három részre szakadása után a település és környéke is hamarosan török fennhatóság alá került. A hódoltság idején a simontornyai szandzsák endrédi náhijéjához tartozott, és lakossága mindössze 76 fő volt. 1580-ban Kiliti 32 ház után fizetett adót a töröknek, miközben Várpalota is adóztatta. A török megszállás idején kegyetlenül beszedték az adókat és rendszeresen fosztogattak, míg a földesurak a 17. század elején arra törekedtek, hogy a török előrenyomulásakor elzálogosított birtokaikat visszaszerezzék.
A török uralom megszűnése után Kiliti Fokkal és Törekivel együtt a veszprémi káptalan birtokába került. A lajstrom szerint „Fokszabadi” elhagyatott, elpusztított állapotban volt. 1699-ben 47 kiliti jobbágy nevét jegyezték fel, mindannyian magyarok voltak. 1757-ben a káptalan svábokat telepített Törekipusztára, majd néhány évvel később mind Törekiben, mind Kilitiben és Fokon is három-három cigány családot telepítettek le.

### A Rákóczi-szabadságharc
A balatoni falvak lakói természetesen nagy lelkesedéssel fogadták a Rákóczi-szabadságharc hírét, hiszen a birtoklások és a kegyetlen adóztatás, dézsmaszedés súlyosan megterhelte őket. Már a 18. század fordulóján titokban gyűléseket szerveztek, hogy megvitassák a helyzetüket. Az adók behajtására kirendelt végrehajtókat erős csapatok kísérték, hogy megvédjék őket a felháborodott lakosság haragjától.
"Amikor Rákóczi állt élére a szabadságharcnak, Károlyi Sándornak a kurucok közé állt hajdúi már Ozorára csaptak, s onnan győztesen végigszáguldozták a Balaton déli partját, ahol Kiliti, Szólád, Szemes, s a többi falvak népe örömmel fogadta őket."
A kuruc csapatok gyakran rejtőztek el a Sió medrének sűrű bozótosában, ahonnan váratlan rajtaütésekkel tartották rettegésben az egyébként túlerőben lévő császári seregeket. Valószínű, hogy 1703-ban hajdúk jártak Kilitin, mivel egy korabeli feljegyzés szerint a község lakosságának többsége református volt, azonban templommal csak a katolikusok rendelkeztek. Mivel a reformátusok támogatták a hajdúkat, a katolikusok viszont bizonyára megfélemlítve ellenségesen tekintettek rájuk, a hajdúk elvették a templomot a katolikusoktól, és a reformátusok használatába adták.
Károlyi Sándor később csatlakozott a Rákóczi-szabadságharchoz, és 1705. március 31-én Kiliti közelében ütközött meg a császári csapatokkal. Már 1704 márciusában Heister Ausztriából, míg gróf Pálffy János, az újonnan kinevezett horvát bán, a Dráva felől indította meg előrenyomulását. Károlyi seregének szétszóródása miatt a császáriak könnyedén kiszorították a kurucokat a Dunántúlról. Károlyi azonban 1705. február 4-én újra átkelt a Dunán, Moson vármegyében állást foglalt, majd Vas- és Veszprém megyéken keresztül a Balaton délkeleti sarka felé vonult. A császári csapatok azonban folyamatosan a nyomában voltak, és március 31-én Kilitinél meglepték, serege szétszóródott. Heister rokona egészen a Dunáig üldözte a menekülő Károlyit, aki csak nagy nehézségek árán tudott Földvárnál fatörzsekből faragott csónakokon és nádkévéken átkelve megmenekülni. Szétszórt seregének legnagyobb része végül Béri Balogh Ádám, Szekeres István és Hellepront János vezetésével a Bakony és Somogy sűrű rengetegeiben keresett menedéket.

### A szabadságharc leverése után
1711 után Somogyban is megszilárdult a Habsburg királyok államhatalma, valamint a hozzájuk hű nemesség földesúri befolyása. Ismét helyreállt a megyei nemesség önkormányzati rendszere, a nemesi vármegye. Somogy vármegye önállóságát, vagyis Zala vármegyétől való leválasztását az 1715. évi I. dekrétum 86. cikkelye erősítette meg.
A Habsburg-ellenes háborút követően a megyére újabb csapások sújtottak: először a pusztító pestisjárvány, majd a német csapatok kényszerű beszállásolása. A szegény jobbágyok még az adóterheket is könnyebben elviselték, mint a beszállásolás okozta anyagi és erkölcsi károkat. Kilitiben például 1724-ben az Althaim dragonyos ezred egy része állomásozott, 1740-ben a Württemberg huszárok századának III. szakasza, 1748-ban pedig a Cordua ezred első századának egy szakasza kapott elhelyezést.
Egy 1714-es oklevél szerint Reyser Ádám apát utasítására Kiliti, Ságvár, Jut, Ádánd, Endréd, Bálványos, Kőröshegy, valamint Nagy- és Kiskapoly nemes és nemtelen lakóit eltiltották attól, hogy Lulla, Berki, Jód, Töreki és Jaba földjeit használják, ott vadásszanak vagy méhészkedjenek.
Egy 1755-ös vizsgálatból kiderült, hogy Fok község eredetileg a Sió jobb, vagyis nyugati partján feküdt, ám lakói idővel fokozatosan átköltöztek a bal, azaz keleti partra. Ettől kezdve a régi település Külső Fok vagy Pusztafok néven volt ismert, míg az új, keleti település Belső Fok néven vált ismertté. Kilitiben 1811-ben 167 jobbágyot tartottak számon.

### A kolerajárvány
A megtett óvintézkedések ellenére Somogy vármegyében először Kilitin lépett fel a kolera 1831. augusztus 12-én, ahová Veszprémből hurcolták be; majd Jut, Ádánd, Gölle, Városhidvég, Faluhidvég követte. A 6 helységben 392 megbetegedés történt, ebből 246 volt halálos kimenetelű. Október elején megszűnt a járvány.
Egykori feljegyzés a koleráról:
"Kezdődött ezen év augusztus hónap 12. napján és tartott szeptember 11. napjáig, s ezen rövid idő leforgása alatt csekély számú katolikus hívek közül 61 egyén, többet, mint tized részét ragadta el. Voltak házak, melybe beférkőzvén egészen kipusztította, s a ház üresen maradt. Szomorú volt látni a nyavalya dühöngése alatt elkedvetlenedett, s kétségbeesés között sínylődő népet. Ámbár a legnagyobb dologidő volt, nem dolgozott, hanem némely a ház előtt búsan álldogált, másik megbízott barátjával volt, vagy családjával beszélgetett kétes sorsa felül; mindnyája volt, mintha az orra vére folyt volna, nem tudván, mely pillanatban ragadja el a nyavalya és szólítja ki az élők sorából. Mihelyt a cholera beütött hozzánk, azonnal megérkezett a Tekintetes Vármegyének is azon rendelete az orvosok javaslatára, hogy senkit a megholtak közül egyház szertartással el ne temessünk, annál kevésbé reá harangozni merészeljünk, minthogy a nép megrémülvén a sok harangoztatás miatt, ezzel a nyavalya terjedése mozdíttatnék elő, hanem a holtak csendesen a temetőbe vitessenek ki és temettessenek el."

### Az 1848-49-es forradalom és szabadságharc
Az 1848. március 15-én kitört forradalom híre gyorsan eljutott az ország minden pontjára, és Kiliti lakói is nagy lelkesedéssel fogadták az eseményeket. Egy korabeli feljegyzés szerint a község népe több napon át ünnepelt, az utcákat nótaszó és zeneszó töltötte meg, miközben a szabadságot éltető tömegek vonultak végig a falun.
A bécsi udvar ellenforradalmi politikájának következményeként Jellasics 1848. szeptember 11-én 34 ezer fős seregével átkelt a Dráván, és végigpusztította a somogyi falvakat. Szeptember 21-én Szemesen tárgyalásra került sor közte és a nádorispán között, ám ez meghiúsult. Jellasics magabiztos és cinikus fellépésével egyértelművé tette, hogy nem kíván kompromisszumot kötni.
Szeptember 23-án Kilitinél táborozott le, és innen küldött levelet Latour Tivadar hadügyminiszternek, amelyben hadainak ellátására október 1-ig 600 ezer forintot kért – ezt a levelet azonban a magyarok elfogták. Kilitiből továbbvonulva Székesfehérvárig nyomult, ám Sukorónál vereséget szenvedett, így feladta a főváros elfoglalásának tervét, és visszavonult egészen az osztrák határig.
1849. március 19-én Kossuth megbízólevelet adott Noszlopy Gáspárnak, amelyben megbízta őt a Somogy vármegyei népfelkelés megszervezésével és vezetésével. Noszlopy, mint kormánybiztos, 1849. július 9-én egy bizottsági gyűlésen keresztes hadjáratra buzdította Somogy lakosait, hogy folytassák a harcot a szabadság ügyéért.
"Még 1849. július 24-én – három héttel a világosi fegyverletétel előtt – Noszlopy kormánybiztos általános népfelkelést rendelt el, és gyülekezőhelyül a Jut és Kiliti község közötti erdős részt tűzte ki. Három vármegyéből gyűltek itt össze a népfelkelők, de hiányzott a fegyver és a fegyelem. Noszlopy belátva, hogy ezzel a fegyelmezetlen tömeggel nem sokra megy, a Svastits és Gludovácz nemzetőrtiszteket küldte ki az összegyűlt népfelkelők szétoszlatására. Maga pedig összeszedvén a vármegyei nemzetőrséget, azzal Komárom felé vonult."
A Kiliti temetőben nyugszik Szilágysomlyói Somogyi József marosvásárhelyi születésű szabadságharcos honvédőrnagy, aki Kilitin halt meg 1872. május 24-én 65 éves korában. Minden március 15-én sírját a hálás kilitiek megkoszorúzzák.

### 20.század
1938-ig, Balatonújhely leválásáig, Kiliti is rendelkezett Balaton-parttal. Az első jelentősebb építkezések 1890-ben kezdődtek, amikor a Déli Vaspálya Társulat Osztálymérnöksége épületeket emelt, majd 1900-ban a Balatoni Halászati RT. is létesítményeket hozott létre. 1895-ben az úrlovasok szövetkezete lóversenypályát alakított ki, míg ugyanezen évben Rosznagel István, a Déli Vaspálya osztálymérnöke a Vilma-telepen utakat építtetett, valamint nyaralók építésébe és parcellázásba kezdett.
Az első világháború kitörésekor, a részleges, majd az általános mozgósítás következtében Kiliti hadköteles lakóinak is be kellett vonulniuk. Nem sokkal később megérkezett az első gyászjelentés: a község első hősi halottja Kónyi János református vallású lakos volt. 1915-ben megkezdődött az élelmiszer-gyűjtés a hadsereg számára, amely kezdetben önkéntes alapon működött, de idővel egyre erőszakosabb rekvirálásokra kényszerültek. Később bevezették a kötelező hadikölcsön-jegyzést is. 1916-ban hadi célokra elvitték mindkét templom harangjait, és ebben az évben már a 42 év feletti férfiakat is besorozták. 1917-ben az egész faluban réztárgyakat gyűjtöttek be a lőszergyártás céljából. Az első orosz hadifoglyok 1915-ben érkeztek a településre, akiket elsősorban a káptalan gazdaságában és a tehetősebb lakosoknál helyeztek el munkára.
1950-ig Siófok Veszprém vármegyéhez, míg Balatonkiliti Somogy vármegyéhez tartozott. Az 1950-es megyerendezés során a két település egy megyébe került, majd 1968-ban Balatonkiliti Siófokkal egyesült, és annak kertvárosi városrészévé vált. Ennek ellenére a település a mai napig megőrizte falusias jellegét.

### Településszerkezet
Kiliti területe az 1800-as évek végétől nyugati irányban terjeszkedett, és az új településrész mára meghaladja az eredeti terület nagyságát. A fejlődést elősegítette a kedvező fekvés, a jó közlekedési viszonyok és a város közelsége. Az úthálózat jellemzően észak–déli irányú, kelet–nyugati összeköttetésekkel.
A településrészen belül jól elkülöníthetők a történelmi és az új területek, amit elsősorban a telekszerkezet különbsége határoz meg. Sajátos részét képezi a Kiliti Szőlőhegy, amely még őrzi a hagyományos szőlőhegy jellegzetességeit, azonban a tájhasználat folyamatosan változik. A szőlőművelés visszaszorulása mellett egyre nagyobb teret nyer a szántóföldi művelés és a lakófunkció megjelenése, ami jelentősen átalakítja a terület arculatát.

## Látnivalók

### Szent Kilit-templom
A település központjában egy középkori templom állt, amely kezdetektől a katolikusoké volt. 1703 és 1763 között azonban a reformátusok használták, majd Mária Terézia 1763-ban visszaadta a katolikusoknak. Az ekkor már igen rossz állapotú épületet végül lebontották, és helyette új katolikus templomot emeltek, amely 1801 és 1804 között épült meg, és a mai napig fennáll.
A település temetője eredetileg a jelenlegi katolikus templom és plébánia körül helyezkedett el egészen 1776-ig, ezért ezen a területen ma is gyakran kerülnek elő emberi csontok. A jelenlegi temető telkét a káptalan 1776-ban adományozta. A ma is működő toronyórát 1841-ben készítették el, 800 váltó-forintért, amelyből 300-at a káptalan állt, míg a fennmaradó 500 forintot a katolikus hívek adományaiból teremtették elő.

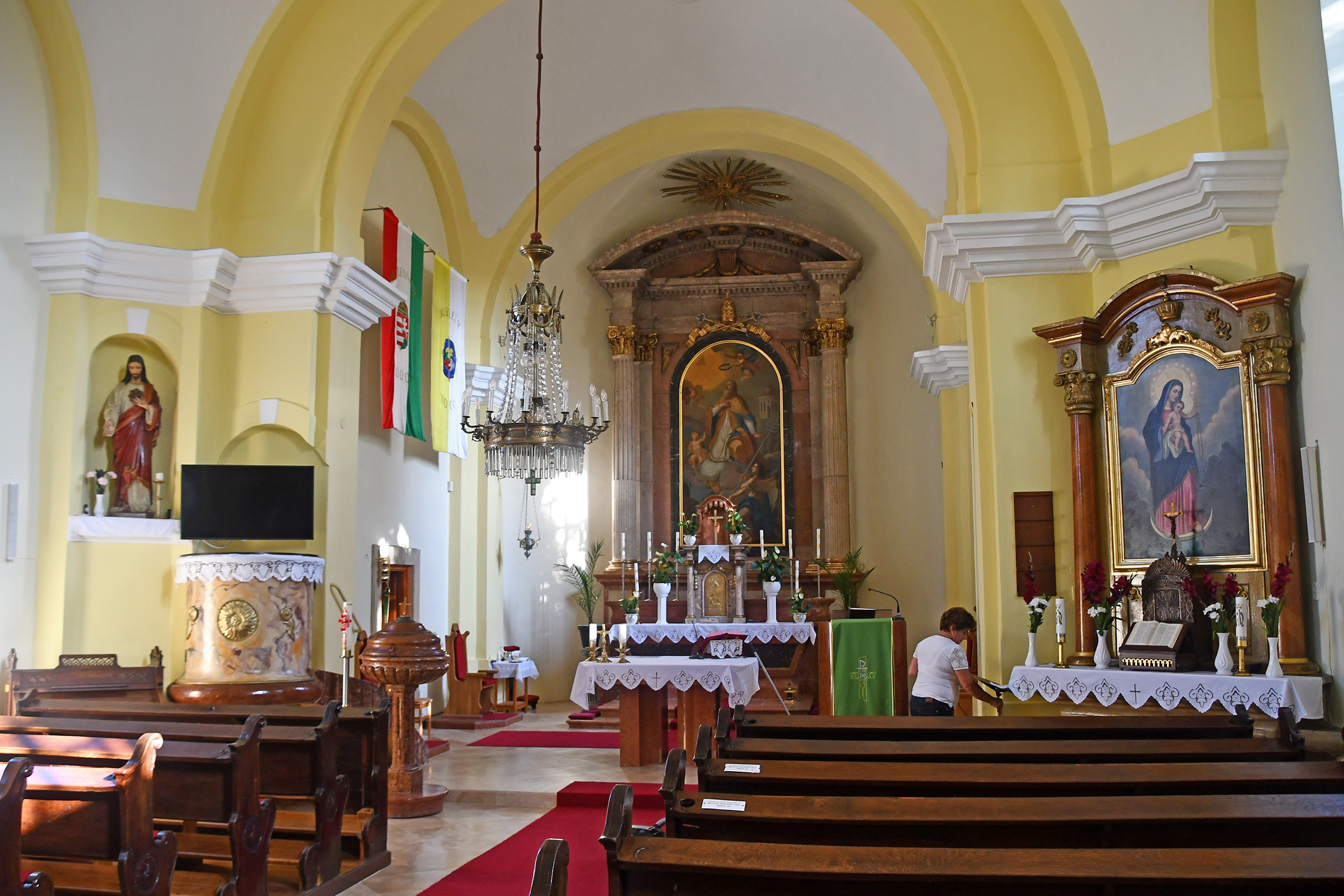
A római katolikus templom belső tere

### Református templom
A reformátusok egykori feljegyzése a következőket írja templomukról:
"Azután a legsúlyosabb csapás következett a gyülekezetre; 1763. szeptember 6-án elvették az egyház templomát és az összes egyházi épületeit. Felséges királynénk, Mária Terézia a katolikusoknak adta, mivel azt állították, hogy azelőtt is az övék volt, de oly conditióval, hogy nékünk templomhely exfundáltassék. S hogy a kulcsot nékik nem adtuk, mik nékünk hely nem mutattatik, erőszakosképpen beverték, bemenének, s már bírják is. Végre 1763. október 30-án kijelölték a templomhelyet az alsó falu végén. Ez a hely mocsaras, nád és káka termő hely volt, amit a reformátusok hangyaszorgalma tett használhatóvá, építvén rá egy sárból, fából készült templomot. Ezt használták 30 évig."

### Repülőtér
A közeli Ságvár község határában, tőle északra van a Siófok-Kiliti repülőtér, amely nyilvános, nem kereskedelmi, ideiglenes nemzetközi légikikötő. A repülőtérre kisgépek, vitorlázók, hőlégballonok érkeznek és emelkednek a magasba. A repülőtér mellett harminc férőhelyes szálloda épült. Van határterülete és határőr-kirendeltsége is. Leszállópályája 1250 méter hosszú, 50 méter széles, füves burkolatú. A repülőtér létesítményei egy utasforgalmi épület, a Zenit Sportrepülő Egyesület sportrepülőhangára, a "Cessnahangár", Mi-8-hangár. A repülőtéren működik a Zenit Sportrepülőklub.
180 ejtőernyős fedett hajtogatóterületen hajtogathat.

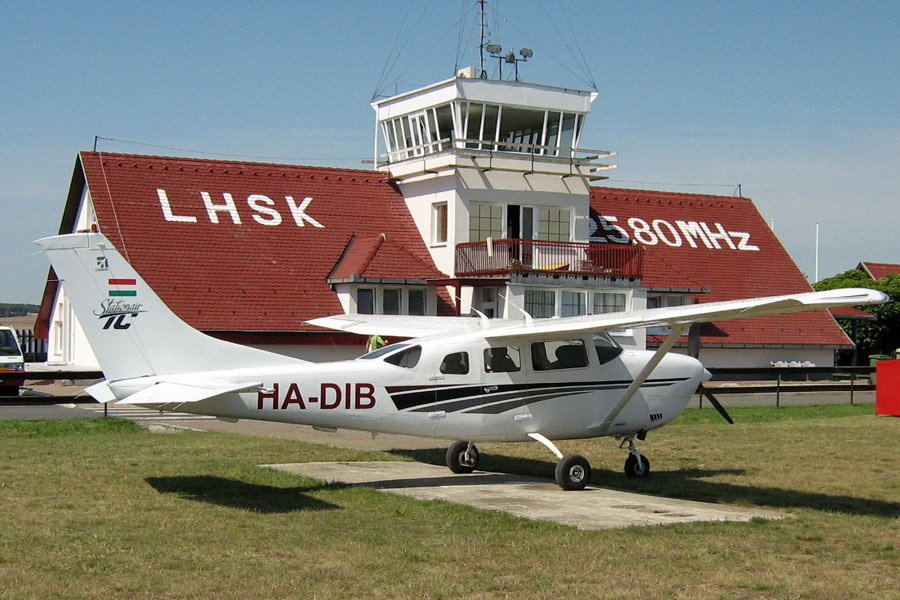
A Siófok-Kiliti reptér

## Egészségügy
A század elején még a község egészségügyileg Ádándhoz tartozott. A faluban az első orvos dr. Hrusovszky Géza volt. Az ő távozása után jött Dr.Tiborcz István, és azóta ő látja el az orvosi teendőket. Állatorvosilag szintén Ádándhoz tartozott, majd később, mikor Siófokra állatorvos került, attól kezdve ő látta el az egészségügyi teendőket.